# Дреш, Жан
Жан Эмманюэль Дреш (фр. Jean Emmanuel Dresch; 30 ноября 1905, Париж — 4 марта 1994, Париж) — французский географ и геоморфолог.

## Биография
Родился 30 ноября 1905 года в Париже. В 1926—1930 годах учился в Высшей нормальной школе. С 1931 по 1941 год преподавал в лицее в Рабате, в 1943—1945 годах — на филологическом факультете университета Кан. С 1945 по 1947 год работал в Страсбургском университете, в 1948 году перешёл в Сорбонну, где руководил Лабораторией по изучению Третьего мира, прежде чем его сменила Катрин Кокри-Видрович. Районами научного интереса Дреша являлась в основном Северная Африка, Ближний Восток и Средняя Азия. В 1960 году возглавил Географический институт, в 1972—1976 годах являлся президентом Международного географического союза.
Впервые приехал в Марокко в 1928 году для подготовки дипломной работы в предгорьях хребта Эр-Риф и впоследствии провёл в этой стране десять лет, сделав главной темой своих научных исследований Атласские горы. В юности вступил в Коммунистическую партию и оставался в её рядах всю жизнь. Зависимый статус Марокко также повлиял на убеждения учёного — он стал активистом антиимпериалистической борьбы. Основные труды Жана Дреша посвящены геоморфологии преимущественно средиземноморского региона и пустынных местностей. К концу жизни он говорил, что побывал во всех пустынях мира, а своё последнее путешествие совершил в 1985 году в Тибет, который он открыл как пустыню.
В 1939 году был мобилизован во французскую Африканскую армию, возглавив топографическую службу 4-го полка марокканских стрелков. Участвовал в Норвежской операции, вернулся в Марокко, был награждён Военным крестом. После капитуляции Франции освобождён от занимаемой должности в декабре 1940 года, а генерал Ногес заявил, что его присутствие нежелательно. В январе 1941 года переведён во Францию, получив назначение в Валанс (департамент Дром), в марте 1941 года — в Ниццу, затем начал преподавать в парижском лицее Вольтера, а с октября 1941 года — в Сорбонне. Поддерживал связь с Национальным фронтом и Коммунистической партией, входил в Комитет Сопротивления лицея, в январе 1944 года занялся набором офицеров резерва для партизанских отрядов. После освобождения Парижа в августе 1944 года служил до декабря 1944 года в главном штабе у военного лидера французских коммунистов Анри Роль-Танги.
Лауреат премии Французской академии наук (1973 год), почётный член Академии наук СССР (1966 год) и Академии наук Польши, кавалер ордена Почётного легиона, командор ордена Академических пальм.

## Основные труды
- Essai sur l'évolution du relief dans la région prérifaine, P., 1933;
- Recherches sur l'évolution du relief dans le massif central du Grand Atlas, le Haouz et le Sous, 1941.

В переводе на русский язык
- (совместно с П. Биро) «Средиземноморье» (1953—1956).